# Adjanhonmè
Adjanhonmè è un arrondissement del Benin situato nella città di Klouékanmè (dipartimento di Kouffo) con 19.461 abitanti (dato 2006).